# 帕特·奥卡拉汉
帕特·奥卡拉汉（英語：Pat O'Callaghan，1906年1月28日—1991年12月1日），爱尔兰男子田径运动员。他曾代表爱尔兰参加1928年和1932年夏季奥林匹克运动会田径比赛，获得二枚金牌，均来自男子链球项目。